# ナウルの交通

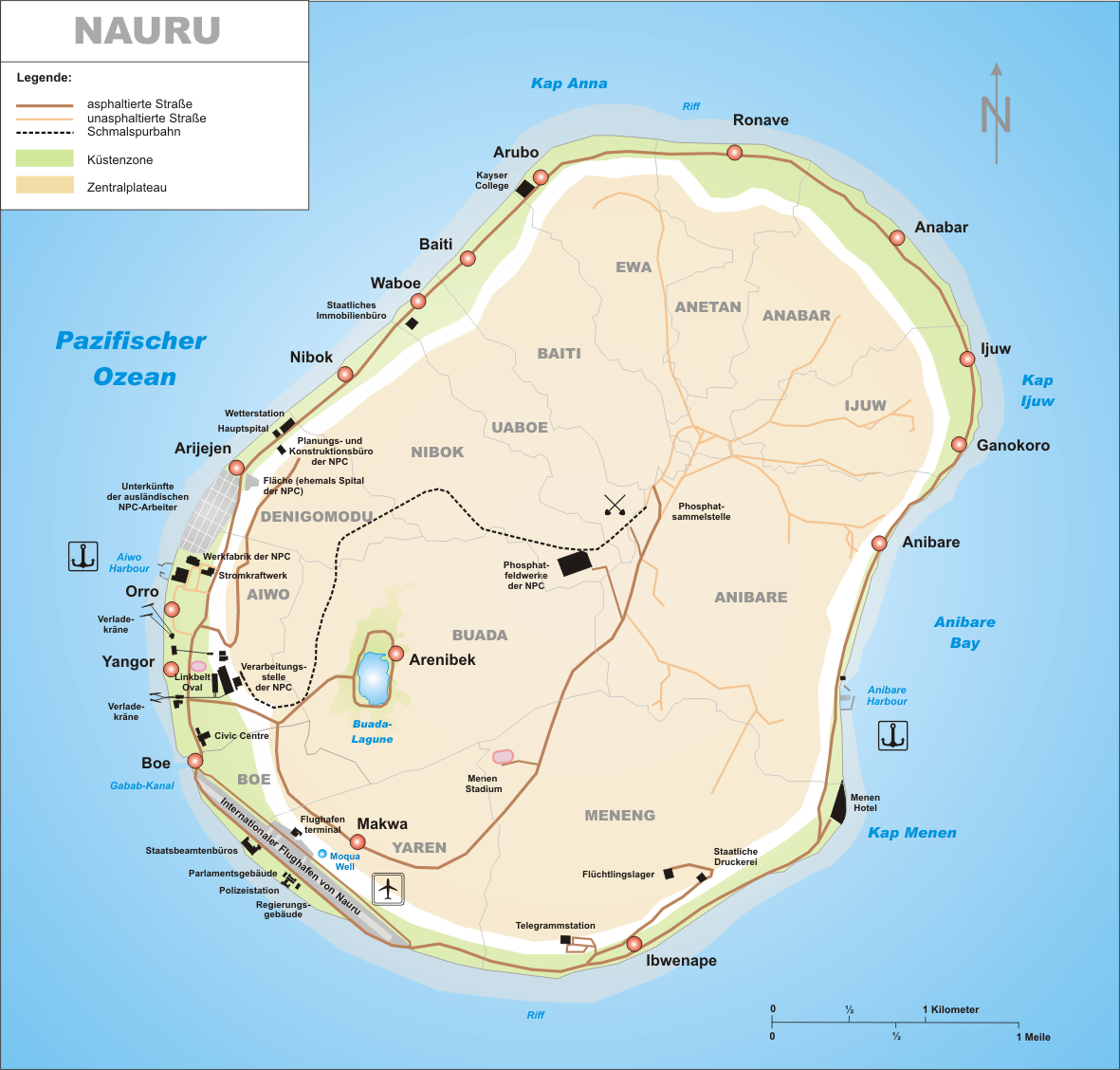
ナウル全図

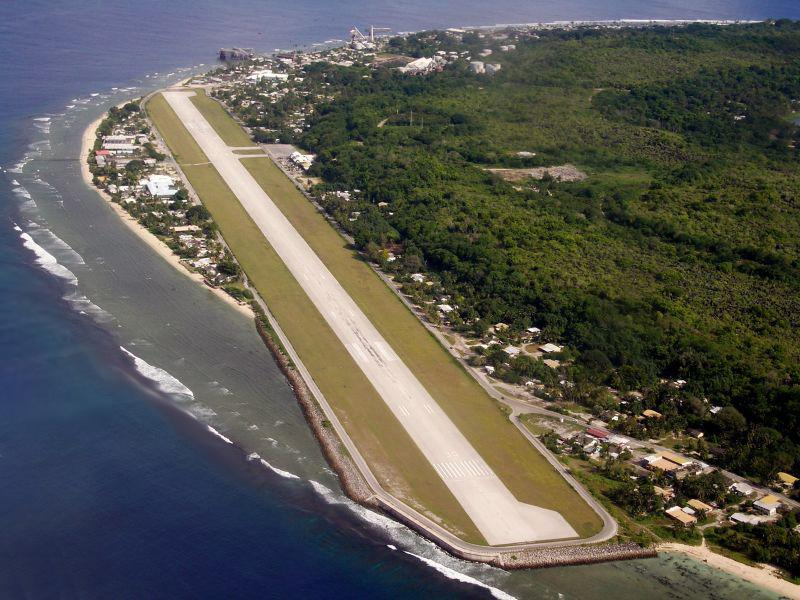
ナウル国際空港

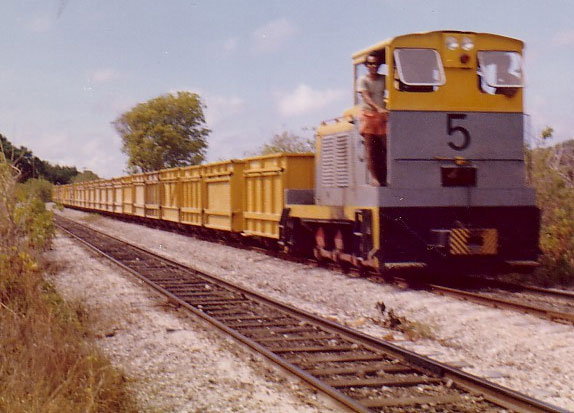
リン鉱石輸送用鉄道（現在運行停止）

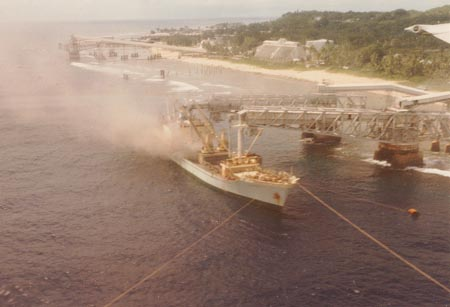
リン鉱石を積み込む様子

ナウルの交通（ナウルのこうつう）ではナウル共和国の交通について記述する。
ナウルの主要なインフラはかつてリン鉱石による収入が豊富であった1970年代から1980年代にその多くが建設されており、老朽化と再整備が大きな課題となっている。

## 陸上交通
鉄道
総延長は3.9kmでリン鉱石を島の中央部にある採掘場から処理施設のある南西岸へ運ぶために利用されていた。
道路
ナウルには延長24kmの舗装されたナウル島を1周する環状道路とナウル・リン鉱石会社の備蓄施設と事務所に至る未舗装の道路がある。1999年の推計では、総延長は30kmで舗装路は24km、未舗装路は6kmである。なお、道路は左側通行であるため、車の多くは日本の中古車を輸入している。

## 海上交通
港湾
アニバレ湾（Anibare Bay）には整備された港湾が立地する。唯一の国際港としてアイウォ港がある。
商船
1999年現在、保有していない。

## 航空
空港
ナウル国際空港（IATAコード：INU）1港のみ。1,524〜2,437m級の滑走路を有する。滑走路の北側と南側(海側)に道路がある。北側の道路の一部は空港の駐機場と併用されている。空港を使っていない時は、北側の道路も通行に使われているが、航空機の発着時は閉鎖され、この時は滑走路の南側のみが車などの通行可能になる。2005年12月に同社が保有する唯一の航空機が差し押さえられて以降は閉鎖状態であったが、2006年10月に運航が再開された。
フラッグ・キャリアのナウル航空が就航している。